# Dieter Herzog
Dieter Herzog (Oberhausen, el 15 de juliol de 1946) és un exjugador de futbol internacional alemany.